# Relations entre l'Indonésie et le Japon
 (octobre 2022).
La mise en forme du texte ne suit pas les recommandations de Wikipédia : il faut le « wikifier ».
Les points d'amélioration suivants sont les cas les plus fréquents. Le détail des points à revoir est peut-être précisé sur la page de discussion.
- Les titres sont pré-formatés par le logiciel. Ils ne sont ni en capitales, ni en gras.
- Le texte ne doit pas être écrit en capitales (les noms de famille non plus), ni en gras, ni en italique, ni en « petit »…
- Le gras n'est utilisé que pour surligner le titre de l'article dans l'introduction, une seule fois.
- L'italique est rarement utilisé : mots en langue étrangère, titres d'œuvres, noms de bateaux, etc.
- Les citations ne sont pas en italique mais en corps de texte normal. Elles sont entourées par des guillemets français : « et ».
- Les listes à puces sont à éviter, des paragraphes rédigés étant largement préférés. Les tableaux sont à réserver à la présentation de données structurées (résultats, etc.).
- Les appels de note de bas de page (petits chiffres en exposant, introduits par l'outil «  Source ») sont à placer entre la fin de phrase et le point final[comme ça].
- Les liens internes (vers d'autres articles de Wikipédia) sont à choisir avec parcimonie. Créez des liens vers des articles approfondissant le sujet. Les termes génériques sans rapport avec le sujet sont à éviter, ainsi que les répétitions de liens vers un même terme.
- Les liens externes sont à placer uniquement dans une section « Liens externes », à la fin de l'article. Ces liens sont à choisir avec parcimonie suivant les règles définies. Si un lien sert de source à l'article, son insertion dans le texte est à faire par les notes de bas de page.
- La présentation des références doit suivre les conventions bibliographiques. Il est recommandé d'utiliser les modèles {{Ouvrage}}, {{Chapitre}}, {{Article}}, {{Lien web}} et/ou {{Bibliographie}}. Le mode d'édition visuel peut mettre en forme automatiquement les références.
- Insérer une infobox (cadre d'informations à droite) n'est pas obligatoire pour parachever la mise en page.

Pour une aide détaillée, merci de consulter Aide:Wikification.
Si vous pensez que ces points ont été résolus, vous pouvez retirer ce bandeau et améliorer la mise en forme d'un autre article.
L'Indonésie et le Japon ont établi des relations diplomatiques en 1958. Les deux sont deux nations asiatiques qui partagent des liens historiques, économiques et politiques. Les deux nations ont traversé une période difficile pendant la Seconde Guerre mondiale lorsque les Indes orientales néerlandaises ont été occupées par l'armée impériale japonaise pendant trois ans et demi avec de nombreux crimes de guerre commis par les troupes impériales japonaise. Le Japon est un partenaire commercial majeur pour l'Indonésie. Le Japon est le plus grand partenaire d'exportation de l'Indonésie et également un important donateur d'aide au développement à l'Indonésie par le biais de l'Agence japonaise de coopération internationale. L'Indonésie est un fournisseur vital de ressources naturelles telles que le gaz naturel liquéfié au Japon. Les deux pays sont membres du G20 et de l'APEC. Aujourd'hui en Indonésie, il y a environ 11 000 expatriés japonais alors qu'au Japon, il y a environ 24 000 ressortissants indonésiens qui travaillent et se forment.
L'Indonésie a une ambassade à Tokyo et un consulat à Osaka. Le Japon a une ambassade à Jakarta, un consulat général à Surabaya et des consulats à Medan, Denpasar et Makassar.

## Relations économiques
En 2012, il y avait entre 1 200 et 1 300 entreprises japonaises opérant en Indonésie, avec quelque 12 000 ressortissants japonais vivant en Indonésie. Le Japon investit en Indonésie depuis des décennies, en particulier dans les secteurs de l'automobile, des produits électroniques, de l'énergie et des mines. Avant la formation de la République indonésienne, les Japonais considéraient l'Indonésie comme une importante source de ressources naturelles. Le besoin japonais de ressources naturelles était l'une des raisons qui ont conduit la nation à avancer plus au sud dans ses conquêtes militaires pendant la Seconde Guerre mondiale. Aujourd'hui[Quand ?], l'Indonésie est le principal fournisseur du Japon pour le caoutchouc naturel, le gaz naturel liquéfié, le charbon, les minéraux, la pâte à papier, les fruits de mer comme les crevettes et le thon et le café. L'Indonésie est traditionnellement considérée comme un marché majeur pour les produits automobiles et électroniques japonais. Pour les entreprises japonaises, l'Indonésie a été un emplacement pour les opérations de fabrication à faible coût ainsi que la source de diverses ressources naturelles nécessaires à ces opérations. En 2010, environ 1 000 entreprises japonaises opèrent en Indonésie et emploient environ 300 000 personnes. Les principales usines japonaises sont situées à l'est de Jakarta, avec de fortes concentrations à Bekasi, Cikarang et Karawang, dans Java occidental.
Une nouvelle tendance des investissements directs japonais en Indonésie est apparue en raison de l'augmentation des revenus, d'une population nombreuse et de l'augmentation de la consommation de biens de consommation en Indonésie. Par conséquent, les investissements directs japonais ne se limitent plus aux secteurs traditionnels mais incluent désormais également les secteurs de la vente au détail, des médias et des produits de consommation.[réf. nécessaire] Des chaînes de restaurants japonaises telles qu'Ootoya, Yoshinoya, Sukiya et Ebisu Curry, des magasins de mode, de vente au détail et d'électroménager tels que Sogo, ÆON et MUJI, et des librairies telles que Kinokuniya sont récemment entrées sur le marché indonésien. Taisho Pharmaceutical Co. a récemment acquis Bristol Myers Indonesia.[réf. nécessaire] L'investissement de ces nouvelles sociétés est encouragé par le succès de plusieurs compagnies japonaises. Ajinomoto prévoit la construction d'une nouvelle usine de 50 millions de dollars en Indonésie.
La tendance du volume du commerce bilatéral au cours de la période 2007-2011 a révélé une augmentation moyenne de 11,97 % par an, les chiffres du commerce bilatéral montrant une augmentation significative, passant de 30,15 milliards de dollars EU en 2007 à 53,15 milliards de dollars EU en 2011. Le commerce entre les deux pays s'élevait à environ 37,44 milliards de dollars en 2018, classant le Japon au deuxième rang des partenaires commerciaux de l'Indonésie derrière la Chine (72,67 milliards de dollars).
Le 20 octobre 2020, le Premier ministre japonais Yoshihide Suga se rend en Indonésie et promet des prêts à faible taux d'intérêt de 50 milliards de yens (473 millions de dollars) à l'Indonésie lors de pourparlers avec le président indonésien Joko Widodo, pour l'aider à faire face aux retombées économiques de la pandémie de Covid-19.

## Remarques
1. ↑  (en) Jusuf Wanandi, « Japan-Indonesia relations: A 50 year journey », thejakartapost.com, The Jakarta Post, 24 mars 2008 (consulté le 23 juin 2013)
2. 1 2 3  (en) Novan Iman Santosa, « Japan, Indonesia to strengthen ties », thejakartapost.com, The Jakarta Post, 12 décembre 2012 (consulté le 23 juin 2013)
3. ↑  (en) « Huge opportunity from Japanese investment ».
4. ↑  (en) « Indonesia seeks to renegotiate trade, investment deal with Japan », The Jakarta Post (consulté le 12 octobre 2020)
5. ↑  (en) « Prime Minister Suga Visits Viet Nam and Indonesia », ministère des Affaires étrangères du Japon, 20 octobre 2020 (consulté le 23 octobre 2020)
6. ↑  (en) « Japan offers Indonesia ¥50 billion loan to fight COVID-19 », Japan Times, 20 octobre 2020 (consulté le 23 octobre 2020)